# Freddy vs. Jason
Freddy vs. Jason er en gyserfilm fra 2003 af Ronny Yu, der er en crossover mellem Fredag den 13.- og A Nightmare On Elm Street-serierne, med de fiktive roller Jason Voorhees og Freddy Krueger.

## Medvirkende
- Robert Englund som Freddy Krueger
- Ken Kirzinger som Jason Voorhees
- Monica Keena som Lori Campbell
- Jason Ritter som Will Rollins
- Kelly Rowland som Kiandra "Kia" Waterson
- Chris Marquette som Charlton "Charlie" Linderman
- Brendan Fletcher som Marcus "Mark" Davis
- Lochlyn Munro som Deputy Prescott "Scott" Stubbs
- Katharine Isabelle som Gibriella "Gibb" Smith
- Kyle Labine som Williard "Bill" Freeburg
- Tom Butler som Dr. Campbell
- Zack Ward som Robert "Bobby" Davis
- Garry Chalk som Sheriff Williams
- Jesse Hutch som Trevor "Trey"
- David Kopp as Blakeford "Blake"
- Odessa Munroe som Heather
- Chris Gauthier som Shack
- Paula Shaw som Pamela Voorhees
- Sharon Peters som Mrs. Campbell

## Soundtrack
1. "How Can I Live"† - Ill Niño (3:18)
2. "When Darkness Falls"† - Killswitch Engage (4:02)
3. "Beginning of the End"† - Spineshank (3:32)
4. "Sun Doesn't Rise"† - Mushroomhead (3:13)
5. "Condemned Until Rebirth"† - Hatebreed (2:07)
6. "Snap" - Slipknot  (2:42)
7. "Army of Me"† - Chimaira (4:21)
8. "The After Dinner Payback"† - From Autumn To Ashes (2:50)
9. "Leech"† - Sevendust (4:30)
10. "Bombshell" - Powerman 5000 (3:14)
11. "Welcome to the Strange"† - Murderdolls (4:19)
12. "Out of My Way"† - Seether (3:51)
13. "Inside the Cynic"† - Stone Sour (3:23)
14. "Swinging the Dead"† - DevilDriver (3:38)
15. "The Waste" - Sepultura with Mike Patton (3:39)
16. "Middle of Nowhere" - The Blank Theory (4:05)
17. "Ether" - Nothingface (3:43)
18. "Trigger" - In Flames (4:56)
19. "11th Hour" - Lamb of God (3:44)
20. "(We Were) Electrocute" - Type O Negative (6:49)